# الجرف (المدينة المنورة)
الجرف، موضع يقع في شمال غرب المدينة المنورة، ويبعد عن المسجد النبوي سبعة كيلو مترات تقريباً، يمر به وادي العقيق، وهو الآن حي من أحياء المدينة، وقد ورد ذكر الجرف في عدد من الأحاديث والأخبار، ففي الجرف عسكر أسامة بن زيد رضي الله عنه بجيشه حين وجهه النبي ﷺ إلى الشام لقتال الروم. وفي سبخة الجرف يضرب الدجال رواقه حين تمنعه الملائكة من دخول المدينة كما روى ذلك مسلم في صحيحه. 
أحد أحياء المدينة المنورة، يقع الآن في الجزء الشمالي الغربي منها، كانت من قبل أرضاً منبسطة فيها مجموعة من البساتين فيها بعض الآبار، وأشهرها بئر رومة الذي اشتراه عثمان بن عفان وأوقفه للمسلمين. وتنسب بعض المصادر التاريخية تسميته بهذا الاسم إلى تبع ملك اليمن الذي مر بالمنطقة في العصر الجاهلي وأطلق عليها هذا الاسم، ولا يوجد أي دليل على صحة هذه الرواية. وقد استثمر المسلمون أرض الجرف وأنشؤوا فيها المزارع، وكان لعدد من الصحابة فيه بساتين. وفي العهد الراشد استخدمت الأرض المنبسطة فيه لإقامة معسكر للمجاهدين، يتجمع فيه الذين يكتتبون للجهاد قبل توجههم إلى مناطق الفتوحات، وكانت تضرب فيه الخيام وتعقد الرايات وتوجه منه الجيوش. وفي الوقت الحاضر زحف العمران إلى الجرف وتقلصت المزارع والبساتين حتى لتكاد تختفي نهائياً وقد حمت الدولة البساتين التي فيها بئر رومة وجعلتها مزرعة تجريبية.

## وصلات خارجية
- في الجمع بين الأحاديث الواردة في عدم دخول الدجال المدينة وحديث أنه ينزل في سبخة بمر قناة - موقع الإسلام سؤال وجواب